# Dolmen La Pierre Laye
Der Dolmen La Pierre Laye in Vauxrezis nördlich von Soissons stammt aus der Jungsteinzeit und ist (neben dem Dolmen von Caranda) eines der wenigen Denkmäler dieser Art im Département Aisne in Frankreich. Dolmen ist in Frankreich der Oberbegriff für Megalithanlagen aller Art (siehe: Französische Nomenklatur).
Der Dolmen liegt an einem Feldweg bei Vauxrezis in der Nähe der Römerstraße, die von Brunehaut über Soissons nach Boulogne-sur-Mer und Großbritannien führt. Er wurde 1841 entdeckt und 1850 ausgegraben. Gefunden wurden die Skelettreste von etwa 20 Menschen, die sich auf einem Bodenpflaster befanden.
Es ist ein breiter Steintisch bestehend aus zehn unterschiedlich großen Steinen, die die Tragsteine einer etwa einen Meter hohen, leicht trapezoiden Kammer von etwa 3,5 × 2,0 m bilden, die von einem dreieckigen Deckstein nur unvollständig bedeckt wird. Die Deckenplatte misst etwa 3,6 × 2,35 m. Weitere kleine Decksteine und der Hügel, der die Megalithanlage einst bedeckte sind verschwunden.